# Battaglia di Guastalla
La battaglia di Guastalla, o battaglia di Luzzara, è stata una battaglia combattuta il 19 settembre 1734 tra franco-piemontesi e austriaci nell'ambito della guerra di successione polacca.

## Contesto

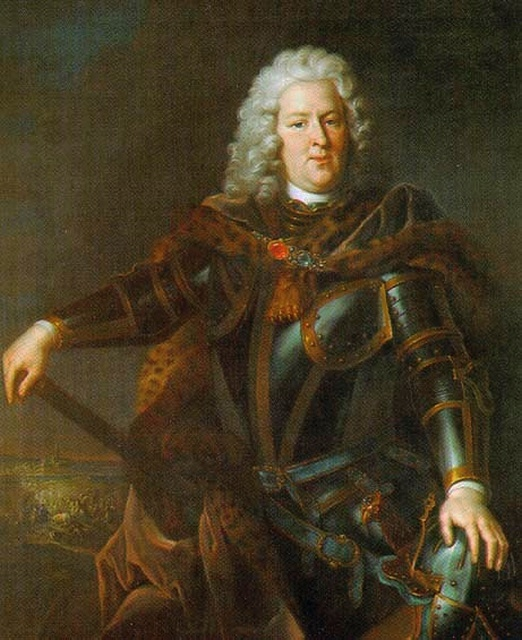
Federico Luigi di Württemberg-Winnental ritratto da Jacob van Schuppen

A seguito della morte, nel febbraio 1733, del re Augusto II di Polonia, le potenze europee intervennero diplomaticamente e militarmente per influenza la selezione del successore. I due candidati – Stanislao Leszczyński e Federico Augusto, elettore di Sassonia – erano sostenuti il primo dal Regno di Francia ed il secondo dalla Russia e da Carlo VI, imperatore del Sacro Romano Impero.
Il 10 ottobre 1733 la Francia - che con il trattato di Torino del settembre 1733 si era assicurata il sostegno del Regno di Sardegna promettendo a Carlo Emanuele III di Savoia il Ducato di Milano - dichiarò guerra all'Austria e al Principato di Sassonia invadendo la Renania e i territori del Nord Italia posti sotto il dominio asburgico.
Le forze franco-sarde raggiunsero Milano nell'ottobre 1733 e occuparono senza grandi difficoltà la Lombardia. Nella primavera del 1734 gli austriaci tentarono una controffensiva ma vennero sconfitti nella battaglia di Colorno e nella più decisiva battaglia di San Pietro. Nel settembre dello stesso anno, il feldmaresciallo Dominik von Königsegg-Rothenfels (che aveva sostituito il conte Claudio Florimondo di Mercy, ucciso a San Pietro) lanciò un'improvvisa offensiva, ottenendo una vittoria nei pressi di Quistello. Le forze franco-sarde si ritirarono verso Guastalla, fortificando la loro posizione tra il torrente Crostolo ed il Po.

## La battaglia

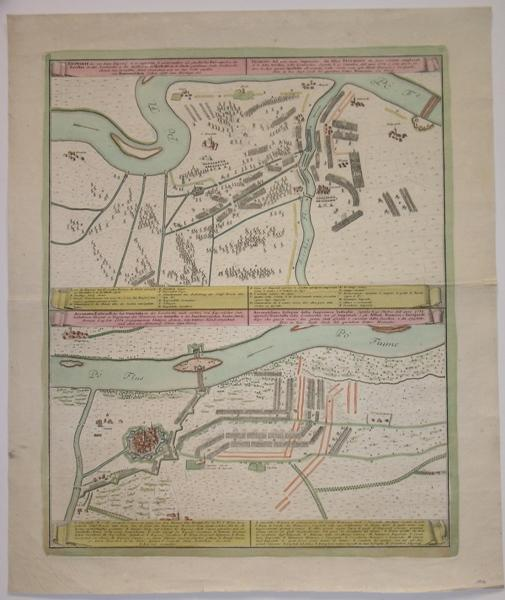
Eredi Johannes Baptiste Homann, Disegno del passaggio che fecero i soldati imperiali di là della Secchia li 15 settembre 1734 e Accuratissimo disegno della sanguinosa battaglia appresso Guastalla

Il 19 settembre Königsegg ordinò di attaccare le forze franco-sarde. Ne scaturì una violenta battaglia durante la quale il secondo di Königsegg, il principe Federico Luigi di Württemberg-Winnental, venne ucciso mentre guidava una carica di cavalleria.
Dopo ore di scontri Königsegg, a corto di munizioni, ordinò alle sue truppe di ritirarsi verso Luzzara.

## Conseguenze
La battaglia di Guastalla fu particolarmente cruenta ed entrambe le parti subirono ingenti perdite. Carlo Emanuele III e i comandanti francesi, ottenuti rinforzi, tentarono di attaccare le posizioni austriache sulla riva nord del Po ma Königsegg si ritirò verso Mantova.